# Schnabelwaid
Schnabelwaid – gmina targowa w Niemczech, w kraju związkowym Bawaria, w rejencji Górna Frankonia, w regionie Oberfranken-Ost, w powiecie Bayreuth, wchodzi w skład wspólnoty administracyjnej Creußen. Leży w Jurze Frankońskiej, nad rzeką Pegnitz, przy drodze B2, B85 i linii kolejowej Monachium – Drezno.
Gmina położona jest ok. 14 km na południe od Bayreuth, ok. 45 km na południowy zachód od Amberga i ok. 62 km na północny wschód od Norymbergi.
1 czerwca 2023 do gminy targowej przyłączono 1,55 km² terenu pochodzącego ze zlikwidowanego obszaru wolnego administracyjnie Heinersreuther Forst.

## Dzielnice
W skład gminy wchodzą następujące dzielnice: 
| - Arnoldsreuth - Craimoos - Gößmannsreuth - Neumühle | - Preunersfeld - Schmellenhof - Schnabelwaid - Schönfeld |

## Demografia
| Rok  | Liczba mieszk. |
| ---- | -------------- |
| 1970 | 993            |
| 1987 | 893            |
| 2000 | 1.004          |
| 2006 | 1.023          |